# 博士之舞
〈博士之舞〉（英語：The Doctor Dances）是英國科幻電視劇《異世奇人》系列1的第10集，於2005年5月28日在BBC One頻道首播。本劇的編劇為史蒂芬·莫法特，占士·夏維斯負責執導。演員方面，除了常設的基斯杜化·艾克斯頓飾演博士和比莉·派佩飾演羅斯·泰勒外，兒童演員阿爾伯特·瓦倫丁所演的傑米、佛羅倫斯·賀殊喬飾的南希，以及約翰·巴洛曼扮演的傑克·夏尼斯隊長也是主角。
這集繼承上集，解釋傑克對南希窮追不捨的原因，以及博士如何化解這場即將爆發的災難。劇集在首播時英國共有617萬人觀看，劇集除得到影評家的讚賞外，還贏得2006年的雨果獎最佳戲劇表現：短劇獎。

## 劇情
上集提到博士、傑克和泰勒被一群受男孩傑米感患的病人包圍。博士急中生智，以母親的口吻下令他們走開，果然有效。另一邊廂，對南希窮追不捨的傑米也忽然離開。鏡頭返回醫院，博士決定到傑米最初入住的802號病房找出一些線索，赫然發現這男孩就在坐在這兒。傑米見到博士等人，隨即問他們是否其母，之前包圍眾人的病人也再次追著他們。博士等人及時逃脫，卻走進一間密室。此時，傑克自我消失。
另一方面，南希獨自走到太空救生船Chula的墜落地點，卻被英軍發現。南希被捕後，發現英軍已有人受到感染。此時，傑克通過傳送技術把博士和泰勒帶到其太空船，並前往Chula的墜落地點。來到這兒，博士不慎觸發Chula的開闢，令傑米和所有受到感染的人一同前住眾人身處的墜落地點。博士經檢查後，發現Chula內有具修復能力的「納米基因」，這種外星基因從前未有見過人類。因此，當Chula墜落，而基因又發現已被炸死的傑米時，這些基因就誤以為戴著防毒面具的傑米就是人類應有的樣子。故此，基因按著傑米為藍本，四處替本來正常的人類維復「錯處」。更嚴重的是，德軍將於不到兩小時就會轟炸該墜落地點。屆時，「納米基因」就會四散，地球上所有的人也會變得跟傑米一樣，成為戴著防毒面具、只懂問人是否其母的生物。
身旁的南希聞之，表情大異。博士意識到她就是傑米的媽媽，但因她身處1941年，一個不容許未婚懷孕的年代，故南希一直對傑米假稱是其姐姐。此時，南希明白唯一令所有受感染者回復原狀的方法對傑米道出事實。果然，當她講出真相後，「納米基因」隨即明白到人類真正的外貌，並把所有人恢復原狀。此時，德軍投下炸彈，傑克駕駛其太空船，把炸彈帶走。博士和泰勒隨後乘坐TARDIS離開。另一邊廂，傑克把炸彈帶上太空船後卻發現無法把炸彈解除。此時，博士駕著TARDIS來到，接走了傑克，又邀請他一同遊歷。

### 前後連接
在劇中，博士斥責傑克把Chula帶來是開啟了地球的「火山爆發日」，後者笑言這兒不是龐貝。事實上，博士確實在〈龐貝焰火〉一集見證這城市毀於火山爆發。另外，劇中出現的傑克·夏尼斯隊長是一個來自51世紀的時間特工（Time Agents）。舊版《異世奇人》的其中一集〈蔣翁的爪子〉講到劇中的反派馬格努斯·格里爾本是51世紀的戰爭逃犯，因害怕時間特工的追捕而逃離到維多利亞時代。除此以外，51世紀在《異世奇人》中是一個時常提到的時代，在1977年播出的〈看不到的敵人〉一集講到51世紀的地球正值冰河時期，且世界大戰一觸即發。同時，包括〈壁爐女孩〉、〈寂靜圖書館〉、〈死亡森林〉、《天使時代》及《肉與石》這幾部出自史蒂芬·莫法特手筆的劇集均是以51世紀為背景。
另一方面，此集曾提到博士跳舞的情節，泰勒聽聞博士不懂跳舞後說：「世界不會因為博士跳舞而滅亡」。紀錄片《異世奇人解密》指劇中所提及的跳舞其實是性交的暗喻，這對白是在試圖解釋《異世奇人》中一個長久的爭論—博士的生殖能力。莫法特在其後的劇集中還再次以跳舞作類比。在〈壁爐女孩〉中，博士就提到「所有時間領主在兒時就必須學會跳舞」。
系列1的故事線「惡狼」也曾在本集出現。在劇集末段，德軍投下名為「Schlechter Wolf」的炸彈，在德語中，這詞就是指「惡狼」。劇集的衍生網頁「Who is Doctor Who?」也提到，「Schlechter Wolf」不止是一顆德軍在二次大戰時使用的武器這麼簡單。

## 製作
這集最初命名為〈賈克斯隊長〉（Captain Jax），隨後才被改為現有的名字。此外，莫法特還透露劇中出現的「納米基因」起初是名為「納米機械人」（nanites）。然而，由於劇集的劇本編輯海倫·雷諾認為這名稱聽起來太像的納米技術，故劇組最終使用「納米基因」這詞。同時，博士於劇中所說的「生命是奇怪的東西，大自然保持肉體新鮮的辦法」是改編自莫法特的早期作品《言歸正傳》中的名言「生命就是大自然保持肉體新鮮的辦法」。太空救生船Chula這名稱是取自一間位於哈默史密斯的餐廳，蓋因劇組不時在這兒討論劇本。
這集出現一個時代錯誤：傑米用磁帶錄音機留聲。事實上，這類由德國人發明的技術直至戰後才流入英國。當時，人們所常的是鋼絲錄音技術。莫法特在劇集播出後也注意到這錯處，並笑言可能是UNIT的成立人萊斯布里奇偷偷地把磁帶錄音機從德國帶到英國，以協助英國於戰爭中取得勝利。

## 反響和獎項
〈博士之舞〉2005年5月28日在英國BBC One頻道首播。劇集播出後，收視報告指英國當晚有617萬人收看，收視率為35.9%。儘管這是系列1中收看人數最低的一集，但這卻同時是當天的收視之冠。而在隨後發佈的報告更指，這集的收看人數實為686萬人。
雜誌《SFX》認為莫法特所寫的劇本很棒，又大讚此集「有趣、讓人驚喜、鼓動人心，而且不傷感」。《Digital Spy》的戴克·賀根坦言對傑克沒有好感，但不得不承認這集與〈戰火孤雛〉都是《異世奇人》系列1中最棒的作品。《Now Playing》給這集的分數為A，指劇集清晰地解釋複雜的劇情，同時「不論在製作和演出也可能是這季度中最出色的」。
此外，博士、泰勒和傑克於802號病房看到傑米一幕被選為2005年《電視時刻》節目的「黃金時刻」。《異世奇人雜誌》在2009年發表一項選舉，讓讀者選出歷年來最出色的一集。結果，〈戰火孤雛〉／〈博士之舞〉合集位列第5。2014年，該官方雜誌再次進行同樣的選舉。這次，劇集排名第7。2008年，《每日電訊報》選出10集最好看的《異世奇人》劇集，這集取得第4名。2011年，《哈芬登郵報》在系列6播出前選出5部適合新觀眾觀看的劇集，〈戰火孤雛〉／〈博士之舞〉合集就是其中之一。同時，合集還贏得2006年的雨果獎最佳戲劇表現：短劇獎。

## 資料來源
1. ↑  . . 第1系列. 第10集. 28 May 2005. BBC. BBC Three.
2. ↑  . BBC.   [2012-02-20]. （原始内容存档于2012-02-05）.
3. ↑  .   [2014-12-18]. （原始内容存档于2021-01-28）.
4. ↑  Sullivan, Shannon. . A Brief History Of Time (Travel). 17 August 2009  [2012-02-20]. （原始内容存档于2021-01-26）.
5. 1 2 3 4  "The Doctor Dances", DVD audio commentary
6. ↑  "Waking The Dead" featurette on Doctor Who Series 1 DVD, 2Entertain
7. 1 2  . Outpost Gallifrey. 29 May 2005  [29 November 2013]. （原始内容存档于2005年6月5日）.
8. ↑  Russell, Gary. . London: BBC Books. 2006: 139. ISBN 978-0-563-48649-7.
9. ↑  . SFX. 28 May 2005  [28 April 2012]. （原始内容存档于2006年5月27日）.
10. ↑  Hogan, Dek. . Digital Spy. 22 May 2005  [28 April 2012]. （原始内容存档于2015-09-23）.
11. ↑  Blumburg, Arnold T. . Now Playing. 1 June 2005  [27 March 2013]. （原始内容存档于2006年4月4日）.
12. ↑  . BBC.   [2012-02-20]. （原始内容存档于2008-10-05）.
13. ↑  Haines, Lester. . The Register. 17 September 2009  [9 August 2011]. （原始内容存档于2020-05-13）.
14. ↑  . Doctor Who Magazine. June 21, 2014  [21 August 2014]. （原始内容存档于2019-12-06）.
15. ↑  . The Daily Telegraph. 2 July 2008  [2012-02-11]. （原始内容存档于2020-05-13）.
16. ↑  Lawson, Catherine. . The Huffington Post. 9 August 2011  [12 February 2012]. （原始内容存档于2015-09-23）.
17. ↑  . Locus Online. 26 August 2006  [2006-08-27]. （原始内容存档于2016-05-28）.

## 外部連結
- "The Doctor Dances" 在 BBC《異世奇人》的主頁
- "The Empty Child" / "The Doctor Dances" 在 異世奇人: 時間（旅行）簡史
- "The Empty Child" / "The Doctor Dances" 在 異世奇人參考導覽
- Doctor Who Confidential （页面存档备份，存于） — Episode 10: "Weird Science"
- "You got the moves? Show me your moves." （页面存档备份，存于） — Episode trailer for "The Doctor Dances"
- 互联网电影数据库上博士之舞的资料（英文）